# Centre Tecnològic de Telecomunicacions de Catalunya
El Centre Tecnològic de Telecomunicacions de Catalunya (CTTC) és una institució privada sense ànim de lucre, centrada en la recerca en telecomunicacions. La seva activitat es focalitza en el desenvolupament de projectes de recerca bàsica i aplicada de les capes baixes dels sistemes de telecomunicacions, tenint com a objectiu l'assimilació tecnològica i la seva transferència al teixit empresarial.
El centre forma part de la xarxa de Centres de Recerca de Catalunya (CERCA) i es va inaugurar el 2001, arran dels esforços de la Generalitat per impulsar la Recerca i desenvolupament. El 2003 es començà a construir la seva seu definitiva, situada al Parc Mediterrani de la Tecnologia. Des de la seva creació, el centre ha participat en més de 200 projectes de recerca; actualment en té en curs una quarantena. A finals del 2011, el centre es va acreditar amb la Norma UNE 166002 de qualitat investigadora. El personal del centre havia realitzat fins al gener de 2012 un total de 1276 articles en les publicacions i conferències més prestigioses en l'àrea tecnològica.